# GPR37
GPR37, G protein-spregnuti receptor 37, je protein koji je kod čoveka kodiran GPR37 genom.

## Interakcije
Za GPR37 je pokazano da interaguje sa HSPA1A i parkin ligazom.

## Literatura
- Zeng Z, Su K, Kyaw H, Li Y (1997). „A novel endothelin receptor type-B-like gene enriched in the brain.”. Biochem. Biophys. Res. Commun. 233 (2): 559—67. PMID 9144577. doi:10.1006/bbrc.1997.6408.
- Donohue PJ; Shapira H; Mantey SA;  . (1998). „A human gene encodes a putative G protein-coupled receptor highly expressed in the central nervous system.”. Brain Res. Mol. Brain Res. 54 (1): 152—60. PMID 9526070. doi:10.1016/S0169-328X(97)00336-7.
- Imai Y; Soda M; Inoue H;  . (2001). „An unfolded putative transmembrane polypeptide, which can lead to endoplasmic reticulum stress, is a substrate of Parkin.”. Cell. 105 (7): 891—902. PMID 11439185. doi:10.1016/S0092-8674(01)00407-X.
- Imai Y; Soda M; Hatakeyama S;  . (2002). „CHIP is associated with Parkin, a gene responsible for familial Parkinson's disease, and enhances its ubiquitin ligase activity.”. Mol. Cell. 10 (1): 55—67. PMID 12150907. doi:10.1016/S1097-2765(02)00583-X.
- Strausberg RL; Feingold EA; Grouse LH;  . (2003). „Generation and initial analysis of more than 15,000 full-length human and mouse cDNA sequences.”. Proc. Natl. Acad. Sci. U.S.A. 99 (26): 16899—903. PMC 139241 . PMID 12477932. doi:10.1073/pnas.242603899.
- Yang Y; Nishimura I; Imai Y;  . (2003). „Parkin suppresses dopaminergic neuron-selective neurotoxicity induced by Pael-R in Drosophila.”. Neuron. 37 (6): 911—24. PMID 12670421. doi:10.1016/S0896-6273(03)00143-0.
- Scherer SW; Cheung J; MacDonald JR;  . (2003). „Human chromosome 7: DNA sequence and biology.”. Science. 300 (5620): 767—72. PMC 2882961 . PMID 12690205. doi:10.1126/science.1083423.
- Hillier LW; Fulton RS; Fulton LA;  . (2003). „The DNA sequence of human chromosome 7.”. Nature. 424 (6945): 157—64. PMID 12853948. doi:10.1038/nature01782.
- Imai Y; Soda M; Murakami T;  . (2004). „A product of the human gene adjacent to parkin is a component of Lewy bodies and suppresses Pael receptor-induced cell death.”. J. Biol. Chem. 278 (51): 51901—10. PMID 14532270. doi:10.1074/jbc.M309655200.
- Gerhard DS; Wagner L; Feingold EA;  . (2004). „The status, quality, and expansion of the NIH full-length cDNA project: the Mammalian Gene Collection (MGC).”. Genome Res. 14 (10B): 2121—7. PMC 528928 . PMID 15489334. doi:10.1101/gr.2596504.
- Kubota K; Niinuma Y; Kaneko M;  . (2006). „Suppressive effects of 4-phenylbutyrate on the aggregation of Pael receptors and endoplasmic reticulum stress.”. J. Neurochem. 97 (5): 1259—68. PMID 16539653. doi:10.1111/j.1471-4159.2006.03782.x.
- Omura T; Kaneko M; Okuma Y;  . (2007). „A ubiquitin ligase HRD1 promotes the degradation of Pael receptor, a substrate of Parkin.”. J. Neurochem. 99 (6): 1456—69. PMID 17059562. doi:10.1111/j.1471-4159.2006.04155.x.